# Drosophila repleta (artgrupp)
Drosophila repleta är en av de största artgrupperna inom släktet Drosophila och undersläktet Drosophila. Artgruppen innehåller sex artundergrupper och sex övriga arter. Artgruppen har främst spridning i den nearktiska och den neotropiska regionen, men två arter, Drosophila repleta och Drosophila hydei finns idag spridda över hela världen. Arter från artgruppen har använts som modellorganismer inom forskning kring evolution och ekologi. Många arter inom denna artgrupp lever i anknytning till olika sorters kaktus.

## Artundergrupper
- Drosophila fasciola (artundergrupp)
- Drosophila hydei (artundergrupp)
- Drosophila inca (artundergrupp)
- Drosophila mercatorum (artundergrupp)
- Drosophila mulleri (artundergrupp)
- Drosophila repleta (artundergrupp)

## Övriga arter inom artgruppen
- Drosophila brevicarinata
- Drosophila californica
- Drosophila icteroscuta
- Drosophila mariettae
- Drosophila ramsdeni
- Drosophila shuyu